# Аласания, Зураб Григорьевич
Зураб Григорьевич Аласания (укр. Зурабі Григорович Аласанія; род. 3 января 1965, Сухуми) — украинский медиаменеджер. Бывший генеральный директор Национальной телекомпании Украины (25 марта 2014 — 2 ноября 2016). Почетный деятель Украины. С 10 апреля 2017 года Председатель правления Национальной общественной телерадиокомпании Украины. Заслуженный журналист Украины (2005).

## Биография
Зураб Григорьевич Аласания родился 3 января 1965 в Сухуми. Закончив местную среднюю школу № 4 и в 1982 году поступил на факультет «Промышленно-гражданское строительство» в Харьковский инженерно-строительный институт. По окончании первого курса Аласания был призван в ряды Советской Армии. Службу проходил в ракетных войсках Краснознамённого Закавказского военного округа. После окончания военной службы в 1985 году восстановился на второй курс института. Зураб Григорьевич окончил институт в 1989 году, работал в Харьковском метрополитене рабочим, затем мастером участка.
Перевёлся на работу по специальности в НИИ «Гипрозаводтранс» на должность инженера. В 1991 году Аласания уволился с работы. В течение нескольких лет работал в домашней студии, ряд графических и живописных работ в настоящее время находятся в галереях и частных коллекциях Запада. В 1993 году уехал в Грецию, в течение года жил и работал на острове Крит. По возвращении в Харьков работал менеджером в крупном торговом предприятии. В 1996 снова уехал за границу — по контракту с Французским иностранным легионом, однако контракт не заключил.
Вернувшись в Харьков, Зураб опубликовал ряд публицистических статей о Легионе. С 1996 года начал регулярное сотрудничество со средствами массовой информации. В 1997 был принят на работу студией «Телемак», выпускал авторскую программу «Телевидение сегодня», работал корреспондентом информационной программы «День за днем», ведущим политического ток-шоу «Поле брани». В 1999 году ушёл в телерадиокомпанию «Симон» журналистом программы «Однажды», в том же году начал выпуск авторской публицистической программы «Объектив-но». В 2000 году Зураб Аласания стал соучредителем и директором Медиа-группы «Объектив», сотрудники которой выпускают ряд информационных и авторских программ на телевидении и радио, а также выдают еженедельник «Объектив-но», также он вёл программы этой медиагруппы «Объектив-неделя» и «Объектif». В апреле 2006 года из-за разногласий с одним из соучредителей медиагруппы Александром Давтяном коллектив прекратил выпускать свои продукты на канале «Simon». В результате медиа-группа была перерегистрирована.
В 2006 году Аласания стал основателем агентства «МедиаПорт» (информационные выпуски выходили на телеканале «S-TET» до ноября 2009 года) и еженедельника «MediaPost» (выходил с 29 июня 2006 по 4 октября 2007). 5 июля 2005 был назначен директором Харьковской областной государственной ТРК и проработал там почти пять лет до 4 июня 2010 года.
В 2013 году стал одним из журналистов Hromadske.tv.
25 марта 2014 был назначен генеральным директором Национальной телекомпании Украины.
1 ноября 2016 подал в отставку с занимаемой должности, по его словам, «в связи с катастрофической ситуацией с финансированием телерадиовещания». 2 ноября Кабинет Министров Украины одобрил увольнение Государственным комитетом телевидения и радиовещания генерального директора Национальной телекомпании Украины (НТКУ), заместителя председателя организационного комитета международного конкурса эстрадной песни «Евровидение-2017» Зураба Аласании.
10 апреля 2017 года избран Председателем Национальной общественной телерадиокомпании Украины.
31 января 2019 года Наблюдательный совет телекомпании объявил о досрочном расторжении контракта с Аласания. За отставку проголосовали 9 из 12 членов совета. Отмечается, что с именем Аласании было связано еще несколько скандалов. В частности, профсоюз телеканала критиковал его за отсутствие открытого обсуждения программной политики, концепции канала и сетки вещания, а также закрытие многих программ собственного производства. Глава МВД Украины Арсен Аваков заявил, что досрочное увольнение Аласании перед президентскими выборами является провокацией и попыткой давления на прессу.
17 августа 2020 года народный депутат Украины Максим Бужанский подал официальное обращение к Аласании с требованием объяснить обстоятельства скандала с незаконной отменой заявки Максиму Ткачуку из Волыни на участие в Национальном отборе песенного конкурса «Детское Евровидение-2020». В дальнейшем Бужанский и присоединившиеся к нему народные депутаты подняли вопрос об отставке Аласании с должности Председателя НТКУ.

## Личная жизнь
Женат, имеет сына и дочь. Жена — Виола Аласания, врач-невролог.

## Награды
- Награждён почётным знаком Харьковского городского головы «За усердие»
- лауреат муниципальной творческой премии.
- Заслуженный журналист Украины (2005)[6].